# Sippie Tigchelaar
Sippie Tigchelaar (* 11. Juli 1952 in Franeker) ist eine ehemalige niederländische Eisschnellläuferin.

## Werdegang
Tigchelaar nahm von 1968 bis 1975 an nationalen Wettbewerben teil und wurde im Jahr 1971 niederländische Juniorenmeisterin im Mini-Mehrkampf. Zudem wurde sie bei niederländischen Meisterschaften jeweils einmal Zweite sowie Dritte und siegte im Jahr 1975 im Mini-Mehrkampf. International trat sie erstmals in der Saison 1970/71 in Erscheinung und verpasste im Februar 1972 in Sapporo bei ihrer einzigen Teilnahme an Olympischen Winterspielen mit dem vierten Platz über 3000 m nur knapp eine Medaille. In der Saison 1972/73 belegte sie bei der Mehrkampfeuropameisterschaft 1973 in Brandbu den 11. Platz und bei der Mehrkampf-Weltmeisterschaft 1973 in Strömsund den fünften Rang im Mini-Mehrkampf. Zudem errang sie bei der Sprintweltmeisterschaft 1973 in Oslo den 23. Platz. Nach Platz zwei im Mini-Mehrkampf zu Beginn der Saison 1973/74 beim Dynamo Cup in Berlin, lief sie bei der Mehrkampfeuropameisterschaft 1974 in Almaty auf den neunten Platz im Mini-Mehrkampf und bei der Sprintweltmeisterschaft 1974 in Innsbruck auf den 22. Rang. Zum Saisonende erreichte sie bei der Mehrkampf-Weltmeisterschaft 1974 in Heerenveen den sechsten Platz im Mini-Mehrkampf. In der Saison 1974/75 siegte sie bei einem internationalen Wettbewerb in Madonna di Campiglio im Mini-Mehrkampf und in Inzell über 3000 m. Bei der Mehrkampf-Weltmeisterschaft 1975 in Assen wurde sie Siebte im Mini-Mehrkampf. Letztmals international startete sie Anfang März 1975 in Inzell, wo sie den zweiten Platz im Mini-Mehrkampf errang.

## Erfolge

### Olympische Spiele
- 1972 Sapporo: 4. Platz 3000 m

### Mehrkampf-Weltmeisterschaften
- 1973 Strömsund: 5. Platz Mini-Mehrkampf
- 1974 Heerenveen: 6. Platz Mini-Mehrkampf
- 1975 Assen: 7. Platz Mini-Mehrkampf

### Sprint-Weltmeisterschaften
- 1973 Oslo: 23. Platz Sprint-Mehrkampf
- 1974 Innsbruck: 22. Platz Sprint-Mehrkampf

### Mehrkampf-Europameisterschaften
- 1973 Brandbu: 11. Platz Mini-Mehrkampf
- 1974 Almaty: 9. Platz Mini-Mehrkampf

## Persönliche Bestleistungen
| Disziplin | Zeit        | Datum            | Ort        |
| --------- | ----------- | ---------------- | ---------- |
| 500 m     | 45,91 s     | 1. März 1975     | Inzell     |
| 1000 m    | 1:31,44 min | 5. Januar 1975   | Inzell     |
| 1500 m    | 2:19,50 min | 14. Februar 1975 | Heerenveen |
| 3000 m    | 4:41,01 min | 27. Februar 1975 | Inzell     |